# Historia de un gran amor
Historia de un gran amor és una pel·lícula mexicana dirigida per Julio Bracho el 1942 amb argument basat en la novel·la El niño de la bola de Pedro Antonio de Alarcón.

## Sinopsi
Manuel i Soledad són una parella d'enamorats que es coneixen des de nens, tan bon punt el pare de Manuel (interpretat pel mateix Negrete) un ric hisendat, torna de la guerra d'independència i després de veure les seves terres i bestiar perduts, s'endeuta amb mil reals amb l'usurer del poble, que és el pare de Soledad, qui li cobra interessos lleonins. Un dia s'incendia la casa de l'usurer i ell culpa al pare de Manuel per considerar que es beneficiava amb la crema dels papers que acreditaven el seu deute.
En sentir això, el pare de Manuel reconeix el seu deute enfront del poble reunit fora de la casa, però atiat pels crits del prestador, entra en ella, rescatant el bagul amb papers, però morint després. Queda així Manuel orfe i a càrrec del capellà de l'església del poble, el Pare Trinidad, que és l'únic que s'apiada d'ell. El pare de Soledad promou quedar-se amb tots els béns del difunt en compte al deute i es trasllada a viure amb la seva família a la casa enfront de la placeta del poble, davant de la qual es realitza la festivitat del Sant Nen, la tradició del qual marca que es paga diners com a ofrena per ballar a la festa amb la dona que es vulgui pretendre.
El nen Manuel es passa els dies en un arbre enfront de la seva antiga casa, de manera que a la casa de Soledad sospiten que va pel desig de rescatar alguna cosa que ha deixat oblidat aquí, on abans vivia amb el seu pare. Un dia aconsegueix entrar a la casa per a recuperar la seva capseta de música i es topa amb Soledad, coincidint amb la visita del rector al prestador, qui ve a sol·licitar-li ajuda per a l'orfe, aquest la hi nega, i s'adona de l'interès de Manuel per la seva filla, per la qual cosa malgrat l'oposició de la seva esposa, decideix manar a un internat a la petita.
Arran d'això, Manuel s'escapa de la parròquia per temporades i fa treballs esporàdics esperant el retorn de Soledad. Al retorn d'aquesta, i en la festivitat del Sant Nen, dona com a ofrena cent reals per ballar amb ella, el prestador va pujant la quantitat perquè no balli, fins que l'aconsegueix. Manuel enterra el seu ganivet enfront de l'arbre de la casa, jurant a Soledad que li esperi i prometent-li que tornés molt ric per ella. En l'endemig, Soledad rebutja a diversos pretendents, entre ells a Vitriolo l'apotecari, qui és un home de forts ressentiments i que més endavant hauria de marcar les vides de Soledad i Manuel. El temps passa i el pare de Soledad influeix perquè aquesta es casi amb l'amo d'una fàbrica i ella accedeix perquè ha passat el temps i no se sap res de Manuel, creient-lo potser mort.
Manuel torna sent ric, i és el seu desig acudir a la festa del poble per a ballar amb Soledad i demanar-la en matrimoni, però és informat del seu nou estat civil, i desitja cobrar venjança. El pare Trinidad li demana mantenir el seny i li prega que es vagin plegats fora del poble. Soledad, desesperada perquè contínua estimant Manuel, li envia una carta sol·licitant el seu perdó abans que se’n vagi i ella sofreixi la seva absència. Instigat per aquesta, Manuel torna al ball i ofereix l'enorme quantitat de cent mil rals per ballar amb Soledad. El seu marit ofereix a canvi la seva fabrica perquè no ballin, però el seu sogre - el pare de Soledad- el convenç que millor deixi que ballin o quedarà en la ruïna. Soledad i Manuel ballen la peça, però Vitriolo, motivat per l'odi i els ressentiments que alberga cap a la parella, llança el seu ganivet per a evitar que Manuel s'emporti a Soledad i pugui perdre-la, el ganivet fereix Soledad de mort, qui suplica agonitzant al rector que l'absolgui i a Manuel que la perdoni.

## Repartiment
- Domingo Soler
- Gloria Marín
- Sara García
- Julio Villarreal
- Narciso Busquets
- Miguel Ángel Ferriz
- Andrés Soler
- Eugenia Galindo
- Lupita Torrentera
- José Baviera
- Ernesto Alonso
- Joaquín Coss
- Alberto Galán
- Fanny Schiller
- Lupe del Castillo
- Salvador Quiroz
- Armando Velasco
- David Valle González
- Paco Martínez
- Humberto Rodríguez
- Roberto Cañedo (como extra).

## Comentaris
- Aquesta és una de les pel·lícules protagonitzades per la parella en la vida real de Jorge Negrete i Gloria Marín.

- Aquest film ocupa el lloc 90 dins de la llista de les 100 millors pel·lícules del cinema mexicà, segons l'opinió de 25 crítics i especialistes del cinema a Mèxic, publicada per la revista Somos en juliol de 1994.[2]